# Тейшейра, Пабло Фелипе
Па́бло Фели́пе Тейше́йра, более известный как просто Пабло, иногда Пабло Фелипе (порт. Pablo Felipe Teixeira; родился 23 июня 1992 года, Камбе, штат Парана) — бразильский футболист, нападающий и вингер клуба «Атлетико Паранаэнсе».

## Биография
Пабло Фелипе — воспитанник молодёжной академии клуба «Атлетико Паранаэнсе», в основном составе которого дебютировал в 2011 году. В 2013 году был отдан в аренду в «Фигейренсе». В начале 2014 года отдан в аренду в молодёжную команду мадридского «Реала». Бразильский нападающий сыграл в четырёх матчах испанской Сегунды, а в июле вернулся в «Фигейренсе».
В 2015 году отправился в аренду в японскую «Сересо Осаку», где некоторое время составлял атакующую связку с Диего Форланом.
В начале 2016 года Пабло вернулся в «Атлетико Паранаэнсе». В том же году выиграл с родной команды первый трофей — чемпионат штата Парана. Однако наиболее успешным для нападающего стал 2018 год. Пабло стал лучшим бомбардиром своей команды во всех турнирах, забив 18 голов. Пять голов он забил в розыгрыше Южноамериканского кубка, который впервые в своей истории выиграл «фуракан». В решающих матчах бразильский клуб дважды сыграл вничью с колумбийским «Хуниором» 1:1, и оба мяча в ворота соперников забил Пабло. В серии пенальти точнее (4:3) был клуб из Куритибы. Пабло поделил звание лучшего бомбардира турнира с Николасом Бенедетти из «Депортиво Кали».
18 декабря 2018 года Пабло перешёл в «Сан-Паулу» за 26,6 млн реалов (7,1 млн долларов США). Контракт с «трёхцветными» рассчитан до конца 2022 года.

## Титулы и достижения
- Чемпион штата Сан-Паулу (1): 2021
- Чемпион штата Парана (2): 2016, 2018
- Обладатель Южноамериканского кубка (1): 2018
- Лучший бомбардир Южноамериканского кубка (1): 2018